# José Francisco Ulloa
José Francisco Ulloa Rojas, né à Cartago (Costa Rica) le 1er octobre 1940, est un évêque catholique costaricien.

## Évêque
Il rentre au Seminario Menor en 1959, et est ordonné prêtre le 19 décembre 1964. Il est nommé évêque de Limón le 30 décembre 1994. Monseigneur Ulloa est le vice-président de la Conférence épiscopale du Costa Rica.

## Accusations d'actes de corruption
Monseigneur Ulloa a été accusé par un entrepreneur suisse, Ana Moscarelli, d’administration frauduleuse. Mme Moscarelli avait reçu un nombre de prêts de compagnies établies par l’Église catholique costaricienne, totalisant 3 millions de dollars. Comme garantie, Moscarelli avait donné les actions qu’elle possédait d’un groupe de compagnies, Grupo Papagayo. Elle estimait la valeur de ces actions à 30 millions de dollars. Selon les allégations de Moscarelli, les fonctionnaires de la compagnie établie par l’Église lui avaient demandé de négocier avec Monseigneur Ulloa le remboursement du prêt, ce qu’elle voulait faire. Malgré cela, les autorités ont procédé à la liquidation de la garantie. Moscarelli a demandé pour le délit d’administration frauduleuse à Ulloa, ainsi que d’autres personnes reliées à l’Église au Costa Rica. 
Moscarelli avait affirmé que les entreprises de l’église avaient reçu de l’argent de Geovanni Bondaz, un politicien italien accusé de corruption. La Surintendance des entités financières (SUGEF) a ouvert une enquête. Le report de la dite enquête (292 pages) avait conclu qu’il y avait des indices de l’existence d’administration financière illégal. Le surintendant, M. Oscar Rodríguez Ulloa a présenté une accusation formelle contre la Conférence épiscopale du Costa Rica,.

## Condamné par le Tribunal suprême d’élections (TSE)
En mai 2010, Monseigneur Ulloa est condamné par le Tribunal Suprême d'Élections pour avoir exhorté les croyants catholiques à ne pas voter pour des politiciens costariciens qui, selon lui, étaient réfractaires à la doctrine catholique. Le Costa Rica se trouvait, au moment des déclarations d'Ulloa (septembre 2009), au milieu d'une campagne électorale (l’élection a eu lieu en février 2010 remportée par Laura Chinchilla, candidate très proche d'Ulloa, qui a déclaré après l'élection comme « fille préférée de la Vierge Marie »). Selon les médias, Ulloa faisait référence dans ses manifestations à un projet de loi qui était en train d’être discuté à l'Assemblée Législative, qui prétendait éliminer l'obligation de certains fonctionnaires publics de jurer à sa charge au nom de Dieu et de séparer la religion catholique de l'État. L'initiative n'a pas prospéré. Le fondement du TSE pour déclarer coupable Mgr Ulloa était l’irrespect de l'article 28 de la Constitution Politique, interdisant à des ecclésiastiques d’intervenir en politique en invoquant pour cela des motifs religieux.